# Jahshaka
Jahshaka é um programa editor de vídeo parecido com o antigo Affter Effects fabricado pela Adobe.
Esta é uma das ferramentas mais completas para quem procura um software gratuito e de código livre — podendo ele ser considerado o GIMP dos vídeos. Estamos falando do Jahshaka, um editor que traz diversos recursos e efeitos capazes de transformar os filmes, músicas e animações em arquivos profissionais.
Vale dizer que o funcionamento deste software é um pouco mais complicado que o visto em grande parte de seus concorrentes, mas isso é um reflexo das ferramentas mais avançadas que estão presentes nele.